# Hudson River School

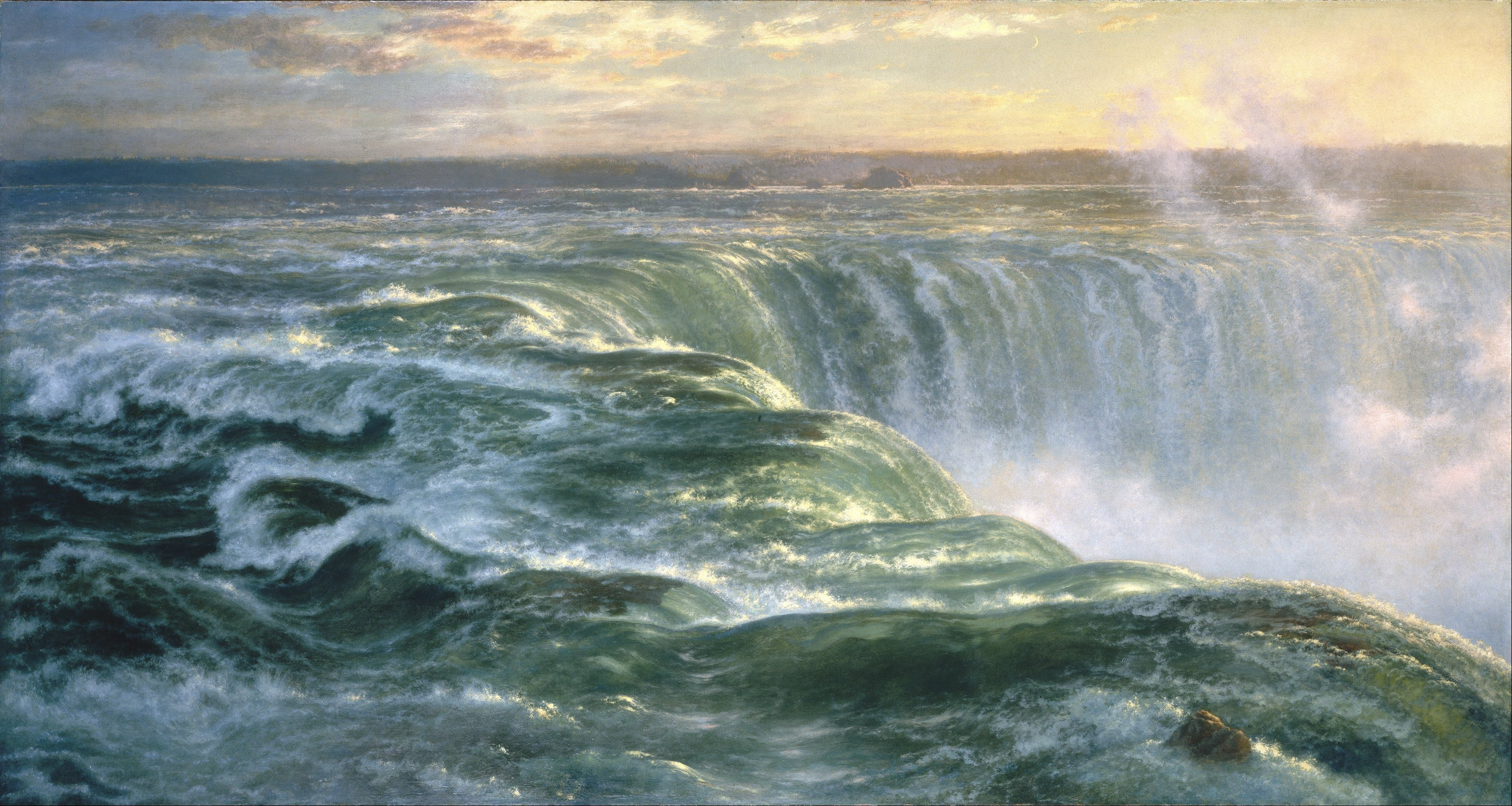
Louis Rémy Mignot, Niagara (1866), New York, Brooklyn Museum.

L'Hudson River School (en français : école de l'Hudson) est un mouvement artistique informel né aux États-Unis au XIXe siècle, lancé par un groupe de peintres du paysage influencés par le romantisme et fascinés par la nature et les grands espaces américains.

## Première génération
L'Hudson River School regroupe plusieurs peintres américains qui travaillèrent des années 1820 aux années 1870. En réalité, l'expression n'a été forgée qu'en 1879 par un critique, ce groupe n'en est donc pas vraiment un, beaucoup de ces artistes ne se fréquentaient même pas et diffèrent de par leurs parcours et leurs origines. Premier mouvement pictural né aux États-Unis, sa création est généralement attribuée à Thomas Cole (1801-1848). Ce dernier s'installa à Catskill (État de New York) en 1836 et ses tableaux représentant des paysages typiquement américains influencèrent d'autres peintres qui suivirent son exemple, formant ainsi l'école de l'Hudson.
On distingue plusieurs vagues d'artistes attirés par ces paysages, qu'on a appelé des « générations ».
Les peintres de la première génération s'attachèrent à représenter la vallée de l'Hudson River et ses alentours, mais aussi les Catskill Mountains, les Adirondacks et les montagnes Blanches, dans le Nord-Est des États-Unis. Ils peignaient essentiellement des paysages sur de grands formats.
Les artistes de l'Hudson River School appliquaient la « philosophie du Sublime », théorisée par le philosophe irlandais Edmund Burke dans A philosophical Enquiry into the Origin of Our Ideas of the Sublime and Beautiful (Une étude philosophique sur l'origine de nos idées du Sublime et du Beau, 1757). Ils pensaient que la Nature était la manifestation de la puissance et de la bonté divine,. Les paysages encore vierges des États-Unis étaient comparés au Paradis originel.

## Seconde génération (1848-1870)
Après la mort de Thomas Cole en 1848, Asher Durand (1796-1886) prit la tête du mouvement. Il devint président de la National Academy of Design et codifia les règles de la peinture de paysage. Durand entraîna à sa suite son élève, John William Casilear, qui abandonna la gravure pour la peinture de paysages, préférant les petits formats aux vastes compositions des artistes de la première génération.
Pourtant, les peintres de l'Hudson River School ne sont pas tous issus des mêmes milieux sociaux et n'ont pas exactement le même style. Beaucoup d'entre eux travaillent dans le Studio Building sur la 10e Rue à New York. La seconde génération de l'Hudson River School utilisa les effets de lumière et d'atmosphère. L'un d'eux, Frederick Rondel est d'origine française, il possède un atelier à New York, mais trouve l'inspiration en voyageant à travers les États-Unis ; il se fixera un temps à Poughkeepsie.
Frederic Edwin Church (1826-1900) peint les chutes du Niagara (1857, Corcoran Gallery, Washington DC), mais aussi des paysages en dehors des États-Unis (Andes, Proche-Orient, régions polaires). Louis Rémy Mignot (1831-1870) peint également les chutes du Niagara, des parties de chasse en hiver et des paysages orientaux.
Ce sont deux artistes de cette seconde génération qui vont fonder la toute première colonie d'artistes américaine, à North Conway au début des années 1850 : Benjamin Champney (en) et John Frederick Kensett prennent l'habitude de s'y rendre et d'y peindre en plein air les paysages.

## Peintres des Rocheuses

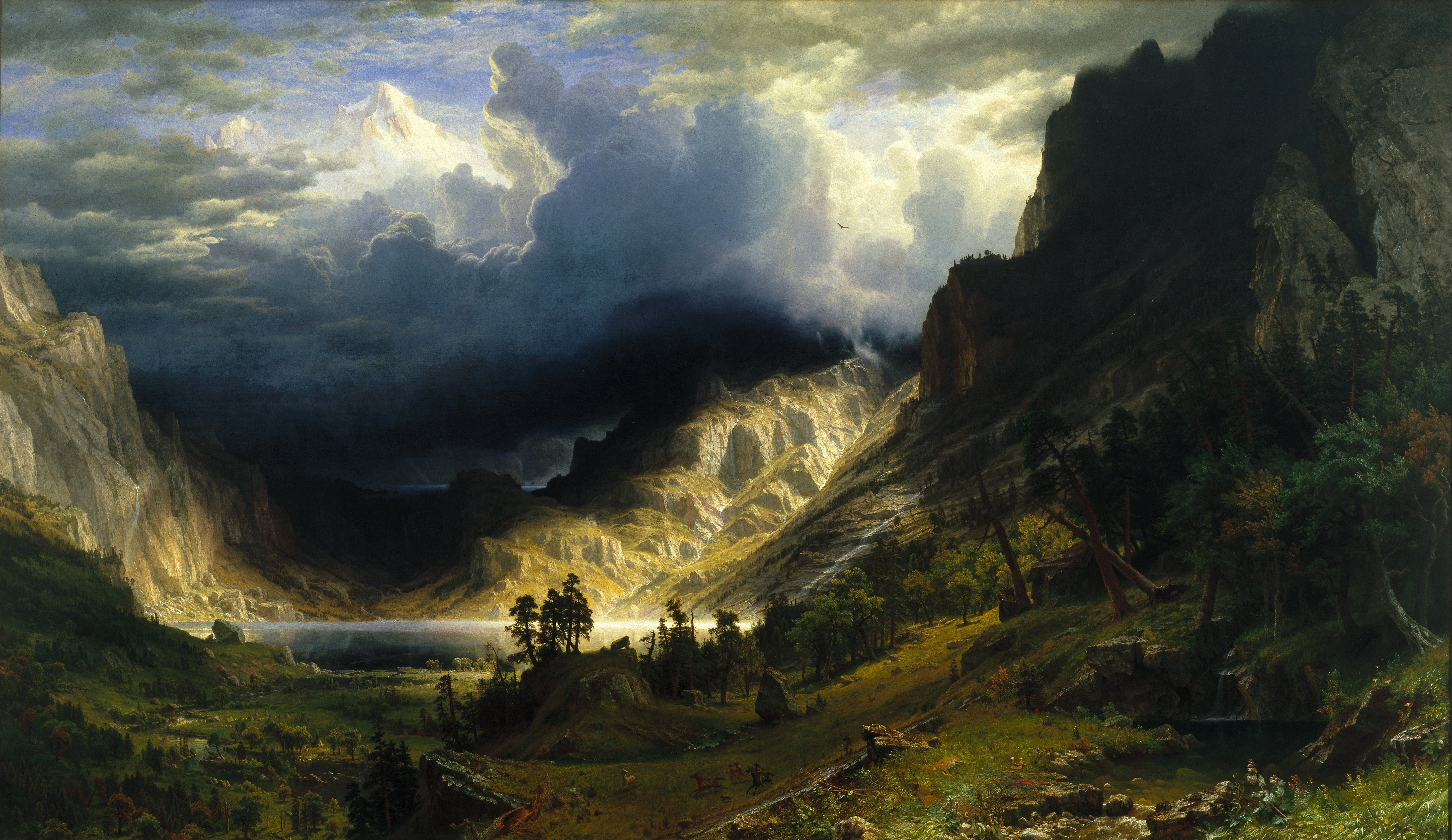
Orage dans les montagnes Rocheuses, d'Albert Bierstadt (1866).

Peintre d'origine allemande, Albert Bierstadt (1830-1902) est le dernier représentant de l'Hudson River School. En 1858, il participa à l'expédition du colonel Frederick W. Lander dans les Montagnes Rocheuses. Il retourna dans cette région en 1863 et en 1871-1873. Ses paysages de l'Ouest américain sont détaillés, grandioses parfois écrasants. Certains le classent dans le courant du luminisme. Ses nombreuses représentations de la vallée du Yosemite montrent une nature généreuse.
Son tableau Montagnes Rocheuses (Landers Peak, 1863) fut acheté par le magnat des chemins de fer James McHenry pour 25 000 dollars ; il révèle de nombreux détails ethnologiques et propose un paysage équilibré.
Thomas Moran (1837-1926) a souvent peint les Montagnes Rocheuses. La vision de Thomas Moran des paysages de l'Ouest américain fut déterminante pour la création du parc national de Yellowstone. Ses peintures qui avaient saisi la grandeur et la diversité des paysages de Yellowstone furent présentées au Congrès américain par les initiateurs du projet du parc. On fait quelquefois référence à Thomas Moran avec Albert Bierstadt, Thomas Hill et William Keith comme l'école des Montagnes rocheuses à cause des nombreux paysages de l'ouest peints par ce groupe.

## Luminisme
John Frederick Kensett, Martin Johnson Heade et Fitz Henry Lane se détachent de l'Hudson River School par leurs petites peintures contemplatives. Ils représentent des paysages ouverts (mer, lacs, marais salants) mis en valeur par les effets d'atmosphère. Ils forment le courant du luminisme qui considère que la lumière du Nouveau Monde est particulière et qu'elle est la manifestation de Dieu dans les paysages.

## Principaux peintres
| Nom de l'artiste          | Portrait           | Œuvre | Naissance | Mort | Description |
| ------------------------- | ------------------ | ----- | --------- | ---- | --- |
| Albert Bierstadt          |                    |       | 1830      | 1902 | Peintre d'origine allemande, Albert Bierstadt (1830-1902) est le dernier représentant de l'Hudson River School. En 1859, il participa à l'expédition du colonel Frederick W. Lander dans les Montagnes Rocheuses. Ses paysages de l'Ouest américain sont détaillés, grandioses parfois écrasants. |
| Alfred Thompson Bricher   |                    |       | 1837      | 1908 | Influencé par Martin Johnson Heade et Fitz Henry Lane, rattaché au mouvement du luminisme, il est un des derniers représentants de l'Hudson River School. |
| John William Casilear     |                    |       | 1811      | 1893 | Graveur à l'origine, il fut encouragé à peindre par Asher Durand. |
| Frederic Edwin Church     |                    |       | 1826      | 1900 | Élève de Thomas Cole. Bien qu'influencé par les sciences naturelles, il fut toujours préoccupé par la dimension spirituelle de son art. Il peignit de nombreuses toiles à Olana. Ci-contre, son tableau The Heart of the Andes (1859). |
| Thomas Cole               |                    |       | 1801      | 1848 | Considéré comme le fondateur de l'Hudson River School, il peignit de nombreuses scènes dans sa maison de Catskill. |
| Samuel Colman             |                    |       | 1832      | 1920 | Membre de la National Academy of Design, il a sans doute été l'élève d'Asher Durand. |
| Jasper Francis Cropsey    |                    |       | 1823      | 1900 | Appartenant à la première génération de l'Hudson River School, il peignit notamment des paysages d'automne. Il pensait que le paysage était la meilleure forme de peinture et que la nature était une manifestation directe de Dieu. |
| Thomas Doughty            |                    |       | 1793      | 1856 | Le premier artiste américain à se consacrer exclusivement aux paysages. |
| Asher Brown Durand        |                    |       | 1796      | 1886 | Connu pour ses représentations détaillées d'arbres, de rochers et de feuillages. |
| Robert Duncanson          |                    |       | 1821      | 1872 | Artiste afro-américain qui peignit avant et pendant la guerre de Sécession et fut influencé par l'Hudson River School. |
| Sanford Robinson Gifford  | Sanford R. Gifford |       | 1823      | 1880 | L'un des chefs de file de l'Hudson River School, ses paysages sont mis en valeur par des effets de lumière qui le rattachent au mouvement du luminisme. |
| James McDougal Hart (en)  |                    |       | 1828      | 1901 | Américain d'origine écossaise, son frère aîné William Hart, fait également partie de l'Hudson River School. |
| William Hart              |                    |       | 1823      | 1894 | Il fut l'élève de Jules-Joseph Lefebvre. |
| William Stanley Haseltine |                    |       | 1835      | 1900 | Vers 1859, il s'installa dans le Tenth Street Studio Building à New York. |
| Martin Johnson Heade      |                    |       | 1819      | 1904 | Il peignit de nombreux tableaux parmi lesquels des paysages et fut ami avec plusieurs peintres de l'école de l'Hudson. |
| Hermann Ottomar Herzog    |                    |       | 1831      | 1932 | Cet Allemand s'installa en Pennsylvanie. Ses paysages sont plus réalistes et moins grandioses que ceux de Bierstadt ou Church. |
| Thomas Hill               |                    |       | 1829      | 1908 | Né en Angleterre, il émigra aux États-Unis à l'âge de 15 ans. Il peignit des paysages de Californie, en particulier de la vallée du Yosemite, mais aussi des White Mountains dans le New Hampshire. |
| David Johnson             |                    |       | 1827      | 1908 | Né à New York, il étudia à la National Academy of Design, puis fut élève de Jasper Francis Cropsey. Avec John Frederick Kensett et John William Casilear, il fut le meilleur représentant du Luminisme américain. |
| John Frederick Kensett    |                    |       | 1816      | 1872 | Connu pour ses paysages du New York, de Nouvelle-Angleterre et des côtes du New Jersey, de Long Island. Il fait partie de la seconde génération de l'école de l'Hudson. |
| Fitz Henry Lane           |                    |       | 1804      | 1865 | Un des principaux représentants du luminisme. |
| Jervis McEntee            | Jervis McEntee     |       | 1828      | 1891 | |
| Louis Rémy Mignot         |                    |       | 1831      | 1870 | Connu pour ses paysages orientaux, les chutes du Niagara, et des vues de Paris. |
| Thomas Moran              |                    |       | 1837      | 1926 | Les tableaux représentant les paysages de l'Ouest américain furent déterminants pour la création du parc national de Yellowstone. Ses peintures qui avaient saisi la grandeur et la diversité des paysages de Yellowstone furent présentées au Congrès américain par les initiateurs du projet du parc. On fait quelquefois référence à Thomas Moran avec Albert Bierstadt, Thomas Hill et William Keith comme l'école des Montagnes rocheuses. |
| Robert Walter Weir        |                    |       | 1803      | 1889 | |
| Worthington Whittredge    |                    |       | 1820      | 1910 | Ami d'Albert Bierstadt et de Sanford Robinson Gifford, il voyagea beaucoup et fut président de la National Academy of Design de 1874 à 1875. |